# Maroko na Zimowych Igrzyskach Olimpijskich 1988
Maroko na Zimowych Igrzyskach Olimpijskich 1988 reprezentowało trzech zawodników. Wystartowali oni w narciarstwie alpejskim.
Był to trzeci start reprezentacji Maroka na zimowych igrzyskach olimpijskich.

## Narciarstwo alpejskie

### Mężczyźni
| Zawodnik           | Konkurencja   | Wyścig 1          | Wyścig 2 | Suma              | Suma    |
| Zawodnik           | Konkurencja   | Czas              | Czas     | Czas              | Miejsce |
| ------------------ | ------------- | ----------------- | -------- | ----------------- | ------- |
| Ahmed Aït Moulay   | Slalom gigant | Zdyskwalifikowany | –        | Zdyskwalifikowany | –       |
| Lotfi Housnialaoui | Slalom gigant | Zdyskwalifikowany | –        | Zdyskwalifikowany | –       |
| Ahmad Ouachit      | Slalom gigant | Zdyskwalifikowany | –        | Zdyskwalifikowany | –       |
| Lotfi Housnialaoui | Slalom        | 1:35,61           | 1:14,03  | 2:49,64           | 47      |
| Ahmed Aït Moulay   | Slalom        | 1:20,36           | 1:12,81  | 2:33,17           | 42      |
| Ahmad Ouachit      | Slalom        | 1:19,17           | 1:12,36  | 2:31,53           | 41      |